# Charith Asalanka
Kariyawasam Indipalage Charith Asalanka (* 29. Juni 1997 in Elpitiya, Sri Lanka) ist ein sri-lankischer Cricketspieler der seit 2021 für die sri-lankischen Nationalmannschaft spielt.

## Kindheit und Ausbildung
Asalanka spielte in der U19-Nationalmannschaft Sri Lankas und war unter anderem ihr Kapitän bei der ICC U19-Cricket-Weltmeisterschaft 2016.

## Aktive Karriere
Nachdem er in der Jugend überzeugen konnte, rückte er in das Blickfeld des Nationalteams. So wurde er in den Kader der Test-Serie gegen England im November 2018 berufen, kam jedoch nicht zum Einsatz. Sein Debüt in der Nationalmannschaft folgte dann im Juni 2021 bei einer ODI-Serie in England. Bei der sich daran anschließenden Tour gegen Indien erzielte er in den ODIs ein Fifty über 65 Runs und gab in der Twenty20-Serie ein Debüt in diesem Format. Im September gelangen ihm zwei weitere Fifties (72 und 77 Runs) in der ODI-Serie gegen Südafrika. Daraufhin wurde er für den ICC Men’s T20 World Cup 2021 nominiert, wo ihm Fifties über 80* Runs gegen Bangladesch und 68 Runs gegen die West Indies gelangen und er jeweils als Spieler des Spiels ausgezeichnet wurde. Nach der Weltmeisterschaft gab er sein Test-Debüt in den West Indies, jedoch konnte er sich in dem Format nicht etablieren. Im Januar erzielte er in der ODI-Serie gegen Simbabwe zwei weitere Fifties (71 und 52 Runs), wofür er jeweils ausgezeichnet wurde. Bei der folgenden Twenty20-Serie in Indien konnte er mit 53* Runs ein weiteres Fifty erreichen. Im Sommer 2022 gelang ihm dann sein erstes internationales Century über 110 Runs aus 106 Bällen in der ODI-Serie gegen Australien, womit er den Serien-Sieg sicherte.
Beim ICC Men’s T20 World Cup 2022 aren seine beste Leistung 38* Runs ebenfalls gegen Australien. Nach dem Turnier erzielte er ein weiteres Fifty über 83* Runs in den ODIs gegen Afghanistan, für das er abermals ausgezeichnet wurde. Im März folgte ein weiteres Fifty (67 Runs) in der Twenty20-Serie in Neuseeland. Der Sommer begann zunächst mit einem Fifty (91 Runs) gegen Afghanistan. Beim ICC Cricket World Cup Qualifier 2023 folgte dann ein weiteres Fifty über 63 Runs gegen Schottland. Im August spielte er beim Asia Cup 2023, wo er gegen Bangladesch ein Fifty über 62* Runs erzielte. Gegen Indien konnte er eine seiner seltenen Erfolge als Bowler verbuchen, als ihm 4 Wickets für 18 Runs gelangen. Daraufhin wurde er für den Cricket World Cup 2023 nominiert, wo er neben einem Fifty über 79 Runs gegen Südafrika ein Century über 108 Runs aus 105 Bällen gegen Bangladesch erreichte. Im Januar kam Simbabwe für eine Tour nach Sri Lanka und ihm gelang ein Century in den ODIs (101 Runs aus 95 Bällen) und ein Fifty (69 Runs) in den ODIs.